# 武庫夫

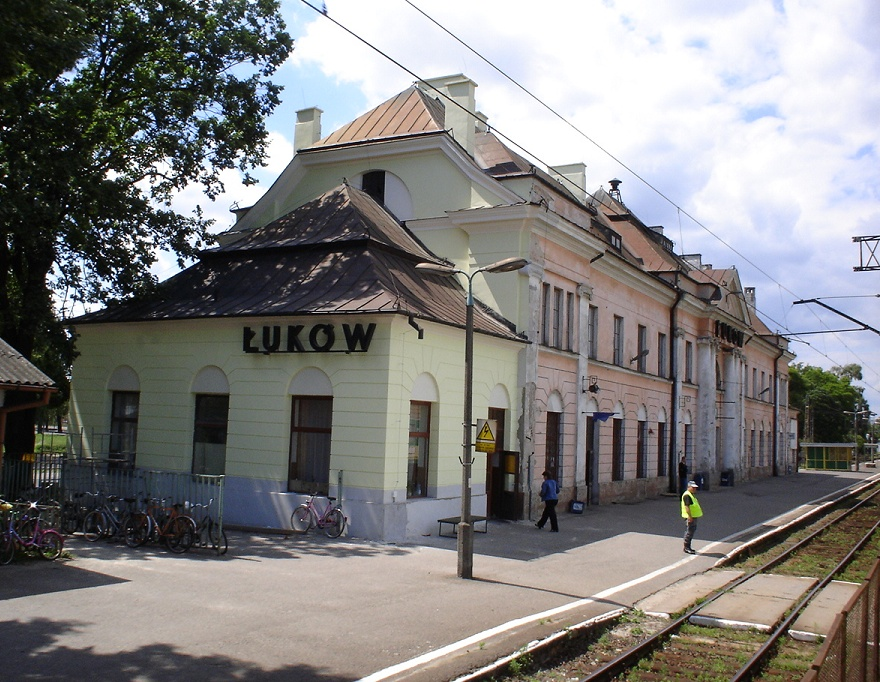

武庫夫（[ˈwukuf]）是波蘭的城鎮，位於該國東部，由盧布林省負責管轄，面積35.75平方公里，海拔高度160米，2006年人口30,564。第二次世界大戰期間，納粹德國在該鎮設立集中營。

## 外部連結
- Town Official website （页面存档备份，存于）

51°56′N 22°23′E / 51.933°N 22.383°E